# 土曜ほっとワイド
『土曜ほっとワイド』（どようほっとワイド）は、1999年4月10日から2000年3月18日までNHK総合テレビジョンで放送された情報番組である。

## 概要
『土曜ほっとモーニング』と『土曜元気市』を一つの番組として統合した。

## 出演者
人生いきいき
- 加賀美幸子
- 山下稔哉

なるほど経済
- 芳野潔
- 石井麻由子

土曜元気市
- 栗山英樹
- 上田早苗